# Damalina hirsuta
Damalina hirsuta là một loài ruồi trong họ Asilidae. Damalina hirsuta được Wulp miêu tả năm 1872. Loài này phân bố ở miền Ấn Độ - Mã Lai.